# Fred Scolari
Fred J. Scolari (San Francisco, California, 1 de marzo de 1922 - San Ramón, California, 17 de octubre de 2002) fue un jugador de baloncesto estadounidense que jugó durante 9 temporadas entre la BAA y la NBA. Medía 1,77 metros, y jugaba en la posición de base. Fue dos veces All Star.

## Trayectoria deportiva

### Inicios
Procedente de una familia de inmigrantes italianos extremadamente pobre, tanto que no pudieron afrontar la cuota de 25 centavos de dólar para que Fred ingresara en el colegio de los Salesianos. Afortunadamente, recibió una beca escolar que le permitió continuar con sus estudios. Posteriormente, ingresaría en la Universidad de San Francisco, donde jugaría con los Dons durante cuatro temporadas.

### Profesional
En 1946 firma su primer contrato como profesional con los Washington Capitols, probablemente el mejor equipo de la época, dirigido entonces por Red Auerbach. En su primera temporada encabezó la clasificación de mejores lanzadores de tiros libres de la BAA, con un 81,1% de aciertos, y fue incluido por primera vez en el segundo mejor quinteto de la liga, algo que repetiría al año siguiente.
En 1949, la BAA y la NBL se fusionan, dando origen a la actual NBA. Fred continuaba en los Capitols, y en su primera temporada en la nueva liga promedió 13,0 puntos y 2,7 asistencias por partido. Mediada la temporada siguiente el equipo de los Capitols desapareció, siendo Scolari fichado por los Baltimore Bullets, donde en su primera y última temporada completa en el equipo, la 51-52, hizo sus mejores números como profesional, promediando 15,0 puntos, 4,9 asistencias y 3,4 rebotes por partido, lo que le valeron para ser elegido para disputar el segundo All Star Game de la historia, en el que anotó 10 puntos y dio 2 asistencias.
Al año siguiente fue traspasado a Fort Wayne Pistons, siendo de nuevo convocado para el All Star, partido que no disputó debido a una lesión. Jugó una temporada más con los Pistons, pero su rendimiento decreció. En 1955 ficha por Boston Celtics, en la que se convertiría en su última como profesional. Se retiró con 32 años, tras promediar a lo largo de 8 temporadas 10,9 puntos y 3,1 asistencias por partido.

#### Estadísticas

##### Temporada regular
| Temporada | Edad | Equipo              | Liga  | P   | TIT | MIN  | TC  | TCA  | %TC  | 3P | 3PA | %3P | TL  | TLA | %TL  | R.OF. | R.DEF. | REB | ASIS | ROB | TAP | PER | FP  | PTS  |
| 1946-47   | 24   | Washington Capitols | BAA   | 58  |     |      | 5.0 | 17.1 | .294 |    |     |     | 2.5 | 3.1 | .811 |       |        |     | 1.0  |     |     |     | 2.7 | 12.6 |
| 1947-48   | 25   | Washington Capitols | BAA   | 47  |     |      | 4.9 | 16.6 | .294 |    |     |     | 2.8 | 3.8 | .732 |       |        |     | 1.2  |     |     |     | 3.3 | 12.5 |
| 1948-49   | 26   | Washington Capitols | BAA   | 48  |     |      | 4.1 | 13.2 | .310 |    |     |     | 3.0 | 3.8 | .798 |       |        |     | 2.1  |     |     |     | 3.1 | 11.2 |
| 1949-50   | 27   | Washington Capitols | NBA   | 66  |     |      | 4.7 | 13.8 | .343 |    |     |     | 3.6 | 4.3 | .822 |       |        |     | 2.7  |     |     |     | 2.7 | 13.0 |
| 1950-51   | 28   | Washington/Syracuse | NBA   | 66  |     |      | 4.6 | 14.0 | .327 |    |     |     | 4.2 | 5.0 | .843 |       |        | 3.3 | 3.9  |     |     |     | 2.8 | 13.4 |
| 1951-52   | 29   | Baltimore Bullets   | NBA   | 64  |     | 35.0 | 4.5 | 13.5 | .334 |    |     |     | 5.5 | 6.6 | .835 |       |        | 3.3 | 4.7  |     |     |     | 3.3 | 14.6 |
| 1952-53   | 30   | Fort Wayne Pistons  | NBA   | 62  |     | 34.2 | 4.5 | 13.0 | .342 |    |     |     | 4.5 | 5.3 | .844 |       |        | 3.4 | 3.8  |     |     |     | 3.4 | 13.4 |
| 1953-54   | 31   | Fort Wayne Pistons  | NBA   | 64  |     | 24.8 | 2.5 | 7.7  | .324 |    |     |     | 2.3 | 2.8 | .800 |       |        | 2.2 | 2.0  |     |     |     | 2.4 | 7.2  |
| 1954-55   | 32   | Boston Celtics      | NBA   | 59  |     | 10.5 | 1.3 | 4.2  | .305 |    |     |     | 0.7 | 0.8 | .796 |       |        | 1.3 | 1.6  |     |     |     | 1.3 | 3.2  |
| Total     |      |                     | TOTAL | 534 |     | 26.4 | 4.0 | 12.5 | .321 |    |     |     | 3.3 | 4.0 | .818 |       |        | 2.7 | 2.6  |     |     |     | 2.8 | 11.3 |
|           |      |                     | NBA   | 381 |     | 26.4 | 3.7 | 11.2 | .333 |    |     |     | 3.5 | 4.2 | .831 |       |        | 2.7 | 3.1  |     |     |     | 2.7 | 10.9 |
|           |      |                     | BAA   | 153 |     |      | 4.7 | 15.7 | .298 |    |     |     | 2.8 | 3.5 | .780 |       |        |     | 1.4  |     |     |     | 3.0 | 12.1 |

##### Playoffs
| Temporada | Edad | Equipo              | Liga  | P  | MIN | TCA | TC  | 3PA | 3P | TLA | TL  | R.OF. | REB | ASIS | ROB | TAP | PER | FP  | PTS | %TC  | %3P | %FT   | MIN  | PTS  | REB | AST |
| 1946-47   | 24   | Washington Capitols | BAA   | 6  |     | 22  | 95  |     |    | 27  | 34  |       |     | 5    |     |     |     | 17  | 71  | .232 |     | .794  |      | 11.8 |     | 0.8 |
| 1948-49   | 26   | Washington Capitols | BAA   | 9  |     | 27  | 100 |     |    | 28  | 40  |       |     | 16   |     |     |     | 24  | 82  | .270 |     | .700  |      | 9.1  |     | 1.8 |
| 1949-50   | 27   | Washington Capitols | NBA   | 2  |     | 13  | 27  |     |    | 11  | 11  |       |     | 3    |     |     |     | 6   | 37  | .481 |     | 1.000 |      | 18.5 |     | 1.5 |
| 1950-51   | 28   | Syracuse Nationals  | NBA   | 7  |     | 33  | 93  |     |    | 22  | 27  |       | 41  | 16   |     |     |     | 23  | 88  | .355 |     | .815  |      | 12.6 | 5.9 | 2.3 |
| 1952-53   | 30   | Fort Wayne Pistons  | NBA   | 8  | 268 | 29  | 90  |     |    | 49  | 61  |       | 25  | 21   |     |     |     | 31  | 107 | .322 |     | .803  | 33.5 | 13.4 | 3.1 | 2.6 |
| 1953-54   | 31   | Fort Wayne Pistons  | NBA   | 4  | 60  | 6   | 24  |     |    | 0   | 0   |       | 7   | 6    |     |     |     | 8   | 12  | .250 |     |       | 15.0 | 3.0  | 1.8 | 1.5 |
| 1954-55   | 32   | Boston Celtics      | NBA   | 5  | 29  | 4   | 15  |     |    | 4   | 5   |       | 5   | 3    |     |     |     | 7   | 12  | .267 |     | .800  | 5.8  | 2.4  | 1.0 | 0.6 |
| Total     |      |                     | TOTAL | 41 | 357 | 134 | 444 |     |    | 141 | 178 |       | 78  | 70   |     |     |     | 116 | 409 | .302 |     | .792  | 21.0 | 10.0 | 3.3 | 1.7 |
|           |      |                     | NBA   | 26 | 357 | 85  | 249 |     |    | 86  | 104 |       | 78  | 49   |     |     |     | 75  | 256 | .341 |     | .827  | 21.0 | 9.8  | 3.3 | 1.9 |
|           |      |                     | BAA   | 15 |     | 49  | 195 |     |    | 55  | 74  |       |     | 21   |     |     |     | 41  | 153 | .251 |     | .743  |      | 10.2 |     | 1.4 |

### Entrenador
En la temporada 1951-52, Scolari ejerció las labores de jugador-entrenador durante 39 partidos con los Baltimore Bullets, de los que ganó 12 y perdió 27.

## Fallecimiento
Scolari falleció el 17 de octubre de 2002 en San Ramón, California, a la edad de 80 años. Dejó viuda, tres hijos y nueve nietos.